# Pauluskerk (Rotterdam)
Pauluskerk is een kerkgebouw aan de Mauritsweg in het centrum van Rotterdam. De eerste Pauluskerk daar werd in 1960 in gebruik genomen door de hervormde gemeente Rotterdam (thans onderdeel van de Protestantse Kerk in Nederland) en werd in 2007 gesloopt. Op dezelfde plaats hervatte men in 2013 de kerkelijke activiteiten in een nieuw futuristisch ogend bouwwerk, een ontwerp van de Engelse architect Will Alsop.

## Opvang
Het bijbelse motto van de kerk is ontleend aan de brief van Paulus aan de Romeinen: Overwin het Kwade, door het Goede. De kerk werd vooral bekend vanwege de opvang van mensen van de onderkant van de samenleving, waaronder drugsverslaafden, dak-en thuislozen en vluchtelingen, waar vanaf 1980 - onder leiding van dominee Hans Visser en zijn opvolger Dick Couvée - de kerk meer en meer een centrum voor werd.

## Sloop
Het kerkgebouw werd in 2007 gesloopt ten behoeve van de bouw van een appartementencomplex. Afgesproken werd dat er wel weer een nieuw godshuis op ongeveer dezelfde plaats zou verrijzen.
Sinds 2007 was een tijdelijke ruimte in gebruik schuin tegenover de bouwplaats. Het Pauluskerkwerk werd daar deels voortgezet. Er werden kerkdiensten gehouden en er werd hulp geboden, ook werden er regelmatig bijeenkomsten en debatten georganiseerd over thema's die leven in de samenleving en de doelgroep van de kerk raken. Met de opvang van drugsverslaafden stopte men in 2007.

## Multifunctioneel
Het nieuwe futuristisch ogende gebouw van de Pauluskerk werd op 2 juni 2013 door de Rotterdamse burgemeester Aboutaleb geopend. Het nieuwe gebouw naast het Calypso-appartementencomplex telt vier etages. Het kerkgebouw zal functioneren als multifunctionele accommodatie. De Pauluskerk blijft een diaconaal centrum waar iedereen binnen kan lopen. Er zijn ruimtes voor maatschappelijk en diaconaal werk, voor medische zorg, voor vluchtelingenhulp, voor hulp bij terugkeer van vluchtelingen naar het land van herkomst, voor kunst en muziek door bezoekers en voor tijdelijke huisvesting. Buurtbewoners en andere derden kunnen van ruimtes gebruikmaken. De kerk herbergt een grote, multifunctionele kerkzaal met daarnaast een stilte-ruimte voor bijvoorbeeld trouw- en rouwdiensten. Er is ook weer een orgel in de kerk dat tevens bedoeld is als les- en studie-instrument.
Omwonenden hebben bedenkingen laten horen bij de nieuwe opzet, ze gaven aan zich zorgen te maken over mogelijke opvang van drugsverslaafden in de nieuwe kerk. Het gebouw wordt door het bestuur van de Pauluskerk gezien als een verlengstuk van de openbare ruimte waar iedereen welkom is. Er zijn 24 slaapplaatsen voor plotseling daklozen in het pand. De nieuwbouw voorziet echter niet in de opvang van drugsverslaafden. Daarvoor neemt sinds 2007 de gemeente Rotterdam de verantwoordelijkheid op zich.